# Dora Kaiser
Ne doit pas être confondu avec Dora Haut-Kaiser (ca), membre autrichienne des Brigades internationales.
Pour les articles homonymes, voir Kaiser.
Dora Marie Kaiser (née le 11 septembre 1892 à Vienne, morte le 12 janvier 1972 dans la même ville) est une actrice autrichienne.

## Biographie
Elle suit une formation de danse et fait ses débuts sur scène en 1912 comme danseuse à l'Opéra de la Cour de Vienne. Dora Kaiser commence à tourner à la fin de la Première Guerre mondiale. 
De plus, son apparence gracieuse en fait un modèle photo recherché. À la fin des années 1910, la jeune beauté se tourne vers le cinéma et entame une carrière cinématographique intensive, quoique courte. À l'écran, on la voit principalement dans des rôles principaux, parfois des rôles plus secondaires. Son premier rôle important est celui d'héroïne titre dans le mélodrame Die Tänzerin.  Son rôle le plus célèbre fut Constanze Weber dans le portrait d'artiste Mozarts Leben, Lieben und Leiden en 1921. Elle abandonne sa carrière cinématographique au milieu des années 1920.
La raison pour laquelle elle se détourne du monde du cinéma est probablement son mariage avec le célèbre architecte autrichien Michael Rosenauer (de), qu'elle épouse en 1924 ; le couple vit à Londres et en partie à Paris pendant de nombreuses années.
Après la séparation certainement dans les années 1940, Dora Kaiser noue une autre relation et vit sous le nom de (Maria) Dora Dieu à Paris, où elle travaille comme peintre. Elle demande la citoyenneté américaine mi-mai 1950 sous le nom de Dieu.
Lors d'une visite dans sa Vienne natale, elle décède dans l'appartement de son amie Annemarie Hegner le 12 janvier 1972 ; l'urne avec les restes est transportée à Paris.

## Filmographie
- 1918 : Die Tänzerin
- 1918 : Das Kind meines Nächsten (de)
- 1918 : Am Maskenball
- 1918 : Im goldenen Eldorado
- 1918 : In einer Nacht
- 1919 : Der Rebell
- 1920 : Großstadtgift
- 1920 : Herzblut
- 1920 : Der Fluch der Vererbung
- 1920 : Narr und Tod
- 1920 : Wildfeuer
- 1920 : Winterstürme
- 1920 : Der Teddybär
- 1921 : Die Frau in Weiß (de)
- 1921 : Mozarts Leben, Lieben und Leiden
- 1921 : Die Totenhand
- 1921 : Olga Frohgemut
- 1921 : Kleider machen Leute (de)
- 1921 : Die Narrenkappe der Liebe
- 1922 : Faustrecht
- 1922 : Der Lumpensammler von Paris
- 1922 : Serge Panine
- 1922 : Flora Mystica
- 1924 : Was ist Liebe…?
- 1925 : Leibfiaker Bratfisch
- 1925 : Der ungebetene Gast
- 1925 : Die heiratsfähige Puppe